# Sergio Pinto Briones
Sergio Pinto Briones (Santiago de Chile, 3 de octubre de 1977) es un poeta, artista visual, periodista y editor chileno.

## Biografía
Nació en Santiago de Chile en 1977.  Periodista, con estudios de  Magíster en Literatura en la Universidad de Chile. En 2005 se trasladó a España y realizó un Master en Cine Documental en la Universidad Autónoma de Barcelona; también inició estudios de  doctorado inconclusos en dicha universidad. Posteriormente, ha residido en Madrid, París y Valencia, su actual ciudad.
Su poesía tiene diferentes registros que van desde la poesía discursiva a la poesía visual. Ha participado en exposiciones colectivas, especialmente de poesía concreta en París, Barcelona, Valencia, Málaga, Madrid, Santiago de Chile, Valjebo, Río de Janeiro y México. Como artista, trabaja con distintos formatos: pictóricos, instalación, performance y videoarte. Gestor cultural y comisario de eventos relacionados con las vanguardias históricas, la poesía visual, sonora y el performance.
Como conferencista, ha dado charlas sobre  Raúl Zurita, Nicanor Parra, junto a Ignacio Echevarría, en Casa Amèrica Catalunya, Rodrigo Rey Rosa, Alejandro Zambra, Rafael Gumucio, Martín Caparrós, Ariana Harwicz, Charles Bernstein, entre otros. Y temas como el videoarte en la Universidad Autónoma de Barcelona.
Ha sido corresponsal extranjero para la televisión pública chilena (TVN) en Barcelona y ha escrito para El País, National Geographic, La Vanguardia,  Revista Calle 20, del periódico 20 minutos. En Chile en The Clinic, El Mostrador, la sección cultura de la Revista Caras, La Nación, La Hora y la Revista Paula. Ha sido impulsor y director literario de la revista de arte y literatura Canibaal, de circulación nacional, en España, en donde participa también el pintor y poeta chileno Aldo Alcota. También ha trabajado en la realización de un documental sobre la educación libre.
Ha sido editor externo y asesor para varias editoriales, como Ediciones Contrabando, Editorial Pre-Textos, Malpaso Ediciones, entre otras.

## Libros
- Barbaridades in Situ (Emboscall Edicions, 2009. Barcelona)

- El balcón de la planta baja (Ediciones Taroncher, 2013. Valencia)

- De facto (Ediciones Contrabando, 2013. Valencia)[17]